# آکسل هاگر
آکسل هاگر (انگلیسی: Axel Hager؛ زادهٔ ۱۴ march ۱۹۶۹ (۵۶ سال)) بازیکن والیبال، و بازیکن والیبال ساحلی اهل آلمان است.